# Acción Gallega (periódico de 1926)
Acción Gallega fue un periódico publicado en Buenos Aires (Argentina) entre 1926 y 1944.

## Historia y características
Surgió como órgano del grupo Acción Gallega de Buenos Aires, pues aparece en 1926. Inició como periódico quincenal y posteriormente mensual, tenía entre cuatro y seis páginas. A partir del número 37 (25 de octubre de 1929) se transformó en el "Órgano de la Federación de Sociedades Gallegas de Buenos Aires", luego de la ruptura de la Federación de Sociedades Gallegas Agrarias y Culturales, quedando como vocero del sector socialista, enfrentado al nacionalista que continuó la publicación de su vocero El Despertar Gallego. La mayor parte de la publicación está dedicada a la sección Notas y Comunicados de las Sociedades y la información propia de la Federación. El administrador era Ángel Sánchez, y entre los colaboradores figuraron E. López, Salvador Rueda, Serafín García, A. Rodríguez López, Almafuerte, V. Paz Infante, Alonso Aboy Castro, José Cobelo, B. Botana, J. Pérez, A. Reino Caamaño, Ramón Ortiz, A. Onier, Marcelino Martín del Arca, Miguel Navas, A. Baltar, C. Otero, A. Martínez Castro, Marcelino Domingo, Largo Caballero, Manuel Azaña e Indalecio Prieto.